# Kasar
Kasar (ur. lata 60. XII wieku, zm. ?) – syn Jesügeja Baatura i Höelün, brat Czyngis-chana i jeden z dowódców jego wojsk.

## Życiorys
Słynął z siły fizycznej. W dzieciństwie wraz z Temudżinem, zabił swojego brata Bektera. Przypuszczalnie w połowie lat 80. XII wieku przeszedł na służbę kereickiego Ong-chana. Następnie po wybuchu wojny mongolsko-kereickiej w 1203, powrócił do armii brata, szybko zdobywając w niej mocną pozycję.
W latach 1207–1208 wdał się w konflikt z rodem Kongoktan, do którego należał wielki szaman Mongołów Kököczü Teb-Tengri, a następnie także z Wielkim Chanem. Gdy Kasar został pobity przez sześciu braci szamana, Czyngis-chan nie uwierzył w jego wersję i poparł Kongoktanów. W dodatku pod ich wpływem oskarżył go o planowanie przejęcia władzy. Przesłuchanie Kasara zostało przerwane przez przybycie ich matki, która wzięła go w obronę. Czyngis-chan uwolnił brata, jednak stracił do niego zaufanie i ograniczył powierzony mu wcześniej oddział z 4000 do 1400 ludzi. Pogodził się z nim później, po egzekucji Teb Tengriego. 
W końcowej fazie wojny z dżurdżeńskim państwem Jin w 1215, Kasar dowodził wojskami lewego skrzydła. Zdobył wówczas m.in. północną stolicę (beijing) Jin, identyfikowaną z Ningcheng w Mongolii Wewnętrznej lub z miastem Daning (大寧) w pobliżu dzisiejszego Pingquan. Następnie przeszedł przez ziemie dżurdżeńskiego władcy imieniem Puxian Wannu (według różnych transkrypcji: Wuqanu, Fuqanu), by zapobiec jego rebelii.
Kasar i jego potomkowie byli zaliczani do rodu Czyngis-chana i w porządku ceremonialnym dworu mongolskiego stali na równi z jego synami, a wyżej od pozostałych braci i ich potomków.